# 笹谷陽子
笹谷 陽子（ささや ようこ、7月8日 - ）は日本のタレント、ナレーター、キャスター。埼玉県出身。ヘリンボーン所属。

## 出演

### TV
- めざましテレビ（フジテレビ）[3]
- めざましどようび（フジテレビ）[3]